# Edmundo Rojas Soriano
Edmundo Rojas Soriano (29 de noviembre de 1945 - 13 de noviembre de 1987) fue un político mexicano, militante del Partido Comunista Mexicano (PCM) y miembro fundador en el Estado de México del Partido Socialista Unificado de México (PSUM) y del Partido Mexicano Socialista. Fue presidente municipal de Tenango del Aire en el periodo 1985-1987.
Integrante del Consejo de Colaboración de Santa Cruz del Monte, Naucalpan, ganó las elecciones vecinales y logró en su gestión la instrucción de servicios. Fue diputado Local Suplente en el Estado de México por el PSUM.
Fue el tercer alcalde de oposición en el Estado de México (en 1975, el Partido Acción Nacional había obtenido el triunfo en Tultepec; y en 1981, el Partido Popular Socialista en Xonacatlan), y el primero en dicha entidad de filiación socialista-comunista. A nilvel nacional, logró darle al PSUM su tercer municipio y cuarto gobierno municipal, después de los triunfos del PCM y el PSUM en Alcozauca, Guerrero, en 1979 y 1982, y en Juchitán, Oaxaca, en 1981.
En la elección acontecida el 11 de noviembre de 1984 obtiene 845 votos, frente a los 650 del Partido Revolucionario Institucional.
Su planilla estuvo conformada por: Alfonso Ventura Peña (síndico), Francisco Garcìa Vidal, Narciso Garrido Espinoza, Nicolás Díaz Peñaloza, Jesús Faustinos Acevedo, Martín Álvarez Jaimes, Joaquín Carballar Reyes (regidores) y Humberto Novoa Morgado (secretario del ayuntamiento).